# 多布罗夫尼克市镇

多布罗夫尼克市镇於斯洛維尼亞的位置

多布罗夫尼克市镇（斯洛維尼亞語： [ˈóːptʃina dɔˈbɾɔ́ːwnik]：匈牙利語： [ˈdobronɒk ˈkøʃʃeːɡ]），是斯洛文尼亞的一個市镇，位於該國東北部與匈牙利交界地帶，行政中心为多布羅夫尼克。市镇面積为31.1平方公里，2002年人口1,332。人口密度約43人/km2。
據2002年的統計，51.6%的居民以匈牙利語作為母語。

## 外部連結
- 官方网站  （斯洛文尼亚文）
- Municipality of Dobrovnik on Geopedia（页面存档备份，存于）